# Héctor Acurio Cruz
Héctor Acurio Cruz (Cusco, 8 de septiembre de 1968) es un ingeniero civil y político peruano. Fue regidor de la Municipalidad provincial del Cuzco desde el 1 de enero de 2011 al 31 de diciembre de 2014 y candidato a la gobernatura regional de Cusco por el partido político Frente Amplio en las elecciones regionales del Cuzco de 2018.

## Biografía
Nació en el Cusco, Perú, el 8 de septiembre de 1968. Cursó los estudios primarios y secundarios en su ciudad natal y en el año 1988 inició estudios de Ingeniería civil en la Universidad Nacional de San Antonio Abad del Cusco obteniendo el grado de bachiller en ingeniería civil el año 1992.

### Carrera política
Inició su carrera política participando en las elecciones municipales de 2010 como candidato a regidor de la provincia del Cusco por el movimiento Fuerza Cusco que postulaba como candidato a alcalde provincial a Carlos Moscoso Perea. Aunque el partido no ganó las elecciones, él sí obtuvo un puesto en el Consejo Municipal para el período 2011-2014. En las elecciones municipales del año 2014, se presentó como candidato a la alcaldía provincial del Cusco por la organización política Tierra y Libertad Cusco. En esa elección obtuvo sólo el 4.027% de los votos ocupando el quinto lugar. Finalmente, participó en las elecciones regionales de 2018 como candidato a gobernador regional por el partido Frente Ampio. Acurio alcanzó el quinto lugar, con 9,88% de los votos válidos emitidos.